# Петросян, Леонид Григорьевич
Леонид Григорьевич Петросян (р. 1930,Степанакерт, ЗСФСР, НКАО) — советский и российский учёный, лауреат Государственной премии СССР.
Родился 13.10.1930 г. в Степанакерте.
Окончил Институт нефтехимии в Баку (1953).
В 1959-1961 зав. лабораторией ВНИИ геофизики. В 1961—1964 гг. директор Волго-Уральского филиала ВНИИ геофизики. В 1964—1967 — зам. начальника отдела НИИ геологии СССР.
В 1968—1992 — зам. директора ВНИИ ядерной геофизики и геохимии.
Автор научных работ в области ядерной геофизики и нефтегазовых месторождений.
Доктор технических наук (1979), профессор (1981)
Лауреат Государственной премии СССР (1982 — за создание и внедрение высокоинформативных импульсных методов широкополосного акустического и нейтронного каротажа для повышения эффективности поисков, разведки и разработки нефтяных и газовых месторождений) и Премии им. Губкина (1978). Награждён золотой медалью ВДНХ (1981).
Сочинения:
- Геофизические исследования в скважинах, крепленных трубами, при изучении разрезов нефтегазовых месторождений [Текст] / Л. Г. Петросян ; Всесоюз. науч.-исслед. ин-т ядерной геофизики и геохимии. — Москва : Недра, 1977. — 135 с. : ил.; 21 см.

Редактор сборников:
- Ядерная геофизика при поисках и разведке месторождений нефти и газа (Сборник научных трудов), 1991 : т.л. (ВНИИ ядер. геофизики и геохимии; [Редкол.: Л.Г. Петросян (гл. ред.) и др.]); конц. (Петросян Леонид Григорьевич)
- Ядерно-физические методы исследования при разведке и эксплуатации месторождений цветных, редких и фторосодержащих полезных ископаемых, 1972 : т.л. (Редкол.: Л.Г. Петросян (отв. ред.) и др)